# Þorvaldur Örlygsson
Þorvaldur Örlygsson (2 agosto 1966) è un ex calciatore e allenatore di calcio islandese, attuale tecnico del HK Kopavogur.

## Carriera

### Giocatore

#### Nazionale
Debutta il 28 ottobre del 1987 contro l'Unione Sovietica (2-0).

### Allenatore
Terminata la carriera da giocatore, intraprende quella da allenatore. Guida varie squadre per anni tra cui KA e Fram. Nel 2014 firma per l'HK di Kopavogur.